# Джинджич, Зоран
Зо́ран Джи́нджич (серб. Зоран Ђинђић; 1 августа 1952, Босански-Шамац, Босния и Герцеговина, СФРЮ — 12 марта 2003, Белград) — сербский политический и государственный деятель, мэр Белграда в 1997 году, премьер-министр Сербии в 2001—2003 годах. По образованию — философ.
Убит в результате спланированного покушения.

## Биография

### Ранние годы
Джинджич родился 1 августа 1952 года в небольшом городке Босански-Шамац на севере Боснии и Герцеговины в семье военного. Десять лет его детства прошли в городе Травник.

### Образование и преподавательская деятельность
В 1974 году окончил философский факультет Белградского университета. В 1970-х за попытки создания антикоммунистических студенческих организаций в Загребе и Любляне Джинджич был приговорён к году тюрьмы, однако премьер-министр ФРГ Вилли Брандт убедил югославские власти выпустить его из страны, благодаря чему в 1970—1980-х он смог учиться в Германии, продолжив изучать философию под руководством представителя Франкфуртской школы Юргена Хабермаса. Он также был близок к анархистским студенческим кругам, дружил с Йошкой Фишером и участвовал в летней школе «Праксиса» на острове Корчула.
В 1979 году в Констанцском университете получил учёную степень по философии, став доктором философии. Затем вернулся в Югославию, где преподавал философию в университете города Нови-Сад (Воеводина) и писал для белградского журнала «Литературное обозрение».

### Политическая карьера
В 1989 году 37-летний Джинджич вернулся в Югославию, как он сам говорил, с единственной целью: бороться за отстранение от власти Слободана Милошевича, встав к тому в оппозицию за стремление ликвидировать автономию Косово. В декабре того же года вместе с Воиславом Коштуницей и другими сербским интеллигентами и продемократическими активистами создал Демократическую партию.
В 1996 году победил на выборах на пост мэра Белграда. Однако, боясь преследования югославскими властями, скрылся в Черногории.
После поражения Белграда в результате войны с НАТО, летом 1999 года Джинджич вновь организовал кампанию уличных акций протеста. Так, в июне в городе Кралево 8000 человек под предводительством Джинджича не только выступали за отставку президента Югославии Слободана Милошевича, но и требовали предать его суду. Основное обвинение — по вине Милошевича сербы должны были сначала покинуть Боснию, а теперь и Косово. Выступающие требовали проведения досрочных выборов в Сербии. Однако на этот раз не все слои оппозиции были согласны с выдвигаемыми режиму Милошевича требованиями. Вскоре было объявлено о проведении выборов президента в сентябре 2000 года.
В июне 2000 года Джинджич стал одним из координаторов ведущего оппозиционного объединения Сербии — Союза перемен.
Джинджич продолжал оставаться в тени, однако организовал успешную выборную кампанию одного из кандидатов в президенты Югославии Воислава Коштуницы. Коштуница одержал победу, однако, по утверждению властей, он не набрал абсолютного большинства голосов. Слободан Милошевич потребовал проведения в соответствии с законом второго тура голосования. В результате уличных демонстраций в октябре 2000 года произошла «Бульдозерная революция», Слободан Милошевич был отстранён от власти.
В декабре прошли парламентские выборы, на которых победу одержала демократическая коалиция. Джинджич стал премьер-министром Сербии.
По инициативе Джинджича 28 июня 2001 года Международному трибуналу по военным преступлениям в бывшей Югославии был тайно передан свергнутый президент Слободан Милошевич в обмен на западную финансовую помощь, что вызвало возмущение значительной части сербской общественности и президента Югославии Воислава Коштуницы.

### Убийство
12 марта 2003 года в 12:45 по местному времени (14:45 мск) неизвестный снайпер выстрелил из HK G3 в премьер-министра в холле дома правительства Сербии. Джинджич получил смертельные ранения в живот и в спину и спустя некоторое время умер в больнице не приходя в сознание.
Следствие установило, что в премьера стрелял заместитель командира отряда спецназа МВД Сербии Звездан Йованович. Сразу после ареста он заявил, что таким образом надеялся прекратить «выдачу сербских патриотов Гаагскому трибуналу». На заседании Йованович заявил судье, что признался в убийстве под давлением и, поскольку не верит в беспристрастность правосудия, ни на один вопрос отвечать не собирается.
За организацию и исполнение убийства в Сербии были осуждены семь главных организаторов и исполнителей этого преступления. Кроме того, в июне 2010 года в пригороде столицы Хорватии Загреба был арестован ещё один обвиняемый в причастности к убийству. Ещё четыре члена земунской преступной группировки остаются в бегах.

## Награды
- Орден Неманя[серб.] I степени (2004, Сербия и Черногория)[11]
- Орден Большой звезды Черногории (2015, Черногория, посмертно)[12]

## Память
- Граффити на стене философского факультета[англ.] Белградского университета.